# Novembre 1971

## Évènements
- Grève générale en République socialiste de Croatie (Printemps croate). Émeutes entre Croates et Serbes, provoquant une sévère répression en République fédérale socialiste de Yougoslavie. Des milliers de Croates et d’autres citoyens accusés de nationalisme subversif, de libéralisme ou de tendances prosoviétiques, sont exclus de la Ligue communiste, licenciés ou emprisonnés (12 décembre)[1].

- 6 novembre, France : manifestation de 6 000 personnes à Millau contre l'extension du camp du Larzac.
- 7 novembre (Portugal)[2] : sabotage d’une base aérienne de l’OTAN à Fonte da Telha par les Brigades révolutionnaires, bras armé du parti révolutionnaire du prolétariat.
- 10 novembre - 3 décembre[3] : visite de Fidel Castro au Chili.
- 14 novembre : promulgation d’une constitution au Bhoutan.
- 17 novembre : coup d'État en Thaïlande[4]. Le départ des troupes américaines d’Asie du Sud-Est a des effets défavorables sur l’économie thaïlandaise. La conjoncture favorise l’établissement d’un gouvernement militaire. Le général Thanom Kittikachorn aboli la Constitution et dissout le Parlement.
- 23 novembre, France : le président Georges Pompidou accorde une grâce partielle à Paul Touvier, chef de la milice de Lyon, un événement qui passe d'abord inaperçu.
- 24 novembre : alors qu'un orage sévit au-dessus de l'État de Washington, un pirate de l'air se faisant appeler Dan Cooper (plus connu sous le nom de D. B. Cooper) saute en parachute d'un avion de ligne de la Northwest Orient Airlines avec 200 000 $ de rançon en liquide ; ni lui ni l'argent n'ont jamais été retrouvés.
- 30 novembre : l’Iran s’empare de trois îlots dans le détroit d'Ormuz et contrôle ainsi la sortie du Golfe Persique[5].

## Naissances
- 5 novembre : Jonny Greenwood, musicien multi-instrumentiste britannique, membre du groupe Radiohead.
- 6 novembre : Laura Flessel, escrimeuse française.
- 9 novembre : Big Pun, rappeur américain. († 7 février 2000)
- 10 novembre : 
  - Big Punisher, rappeur portoricain († 7 février 2000).
  - Warren G, rappeur américain.
  - Luis de Pauloba (Luis Ortiz Valladares), matador espagnol.
- 22 novembre : Michael Chong, homme politique canadien.
- 24 novembre : Keith Primeau, joueur de hockey.
- 27 novembre : Nick Van Exel, basketteur américain.

## Décès
- 12 novembre : Eirik Labonne, diplomate français (° 3 octobre 1888).
- 29 novembre : Olivier Guimond, comédien du burlesque.